# Оболтино (Тверская область)
Оболтино — деревня в Удомельском городском округе Тверской области.

## География
Деревня находится в северной части Тверской области на расстоянии приблизительно 14 км на запад по прямой от железнодорожного вокзала города Удомля на западном берегу озера Маги.

## История
Впервые упоминается в 1545 году. В 1859 году это владение помещицы Крекшиной В. П. Дворов (хозяйств) было 14 (1859 год), 22 (1886), 21 (1911), 20 (1958), 8 (1986), 2 (2000). В советский период истории работали колхозы «Красный Берег», «Путь Ленина», «За коммунизм» и совхоз «Прожектор». До 2015 года входила в состав Копачёвского сельского поселения до упразднения последнего. С 2015 года в составе Удомельского городского округа.

## Население
Численность населения: 74 человека (1859 год), 115 (1886), 110 (1911), 47(1958), 13(1986), 2 (русские 100 %) в 2002 году, 5 в 2010.